# Robin Seymour
Robin Seymour (nascido em 6 de abril de 1971) é um ex-ciclista irlandês que competiu no ciclismo nos Jogos Olímpicos de Verão de 2000, 2004 e 2008, representando a Irlanda.